# Nemezija
Nemezija (lat. Nemesia), rod jednogodišnjeg raslinja, trajnica i vazdazelenih polugrmova iz porodice strupnikovki. Tipična je Nemesia foetens, sinonim za N. fruticans.
Rodu pripada 69 priznatih vrsta koje rastu pretežno po pješčanim obalama Južnoafričke Republike. Često se uzgajaju hibridi kao  ukrasno bilje.

## Etimologija
Ime roda dolazi od grčkog naziva nemesion za sličnu biljku.

## Značajke
Nemezije su nježne trajnice, jednogodišnje biljke i polugrmovi koji uglavnom potječu iz Južne Afrike. U SAD-u se kultivari Nemesia strumosa (od kojih su mnogi zapravo hibridi između N. strumosa i N. versicolor) obično uzgajaju kao jednogodišnje biljke koje cvjetaju u hladnom vremenu. Ove biljke obično narastu do 6-12 inča. Biljke imaju kopljaste, ponekad nazubljene, zelene listove (dugi do 3 inča) u parovima na četverostranim stabljikama i dvousne cjevaste cvjetove u kratkim završnim gronjama. Svaki vjenčić ima vrećicu ili stisnutu ostrugu pri dnu. Boje cvijeća uključuju krem, žutu, narančastu, ružičastu, crvenu, smeđu, plavu (većina boja osim zelene) i ponekad dvobojne (gornje i donje usne različitih boja). Cvijeće cvate od proljeća do jeseni u hladnim ljetnim klimama na sjeveru, ali od proljeća do ranog ljeta u St. Louisu. 

## Vrste
1. Nemesia acornis K.E.Steiner
2. Nemesia acuminata Benth.
3. Nemesia affinis Benth.
4. Nemesia albiflora N.E.Br.
5. Nemesia anfracta Hiern
6. Nemesia anisocarpa E.Mey. ex Benth.
7. Nemesia arenifera Bester & H.M.Steyn
8. Nemesia aurantia K.E.Steiner
9. Nemesia azurea Diels
10. Nemesia barbata (Thunb.) Benth.
11. Nemesia bicornis (L.) Pers.
12. Nemesia bodkinii Bolus
13. Nemesia brevicalcarata Schltr.
14. Nemesia caerulea Hiern
15. Nemesia calcarata E.Mey. ex Benth.
16. Nemesia cheiranthus E.Mey. ex Benth.
17. Nemesia chrysolopha Diels
18. Nemesia cynanchifolia Benth.
19. Nemesia deflexa A.L.Grant ex K.E.Steiner.
20. Nemesia denticulata (Benth.) A.L.Grant ex Fourc.
21. Nemesia diffusa Benth.
22. Nemesia elata K.E.Steiner
23. Nemesia euryceras Schltr.
24. Nemesia fleckii Thell.
25. Nemesia floribunda Lehm.
26. Nemesia fourcadei K.E.Steiner
27. Nemesia fruticans (Thunb.) Benth.
28. Nemesia glabriuscula Hilliard & B.L.Burtt
29. Nemesia glaucescens Hiern
30. Nemesia gracilis Benth.
31. Nemesia grandiflora Diels
32. Nemesia hanoverica Hiern
33. Nemesia hemiptera K.E.Steiner
34. Nemesia ionantha Diels
35. Nemesia karasbergensis L.Bolus
36. Nemesia karroensis Bond
37. Nemesia lanceolata Hiern
38. Nemesia leipoldtii Hiern
39. Nemesia ligulata E.Mey. ex Benth.
40. Nemesia lilacina N.E.Br.
41. Nemesia linearis Vent.
42. Nemesia lucida Benth.
43. Nemesia macrocarpa (Aiton) Druce
44. Nemesia macroceras Schltr.
45. Nemesia maxii Hiern
46. Nemesia melissifolia Benth.
47. Nemesia micrantha Hiern
48. Nemesia monomotapensis (Desf. ex Spreng.) Benth.
49. Nemesia pageae L.Bolus
50. Nemesia pallida Hiern
51. Nemesia parviflora Benth.
52. Nemesia petiolina Hiern
53. Nemesia picta Schltr.
54. Nemesia pinnata (L.f.) E.Mey. ex Benth.
55. Nemesia platysepala Diels
56. Nemesia psammophila Schltr.
57. Nemesia pubescens Benth.
58. Nemesia pulchella Schltr. ex Hiern
59. Nemesia rupicola Hilliard
60. Nemesia saccata E.Mey. ex Benth.
61. Nemesia silvatica Hilliard
62. Nemesia strumosa Benth.
63. Nemesia suaveolens K.E.Steiner
64. Nemesia umbonata (Hiern) Hilliard & B.L.Burtt
65. Nemesia versicolor E.Mey. ex Benth.
66. Nemesia violiflora Roessler
67. Nemesia viscosa E.Mey. ex Benth.
68. Nemesia williamsonii K.E.Steiner
69. Nemesia zimbabwensis Rendle

## Vanjske poveznice
- Nemesia Plant Care - How To Grow Nemesia Flowers
- Missouri Botanical Garden